# El Amparo
El Amparo – miasto w Wenezueli, w stanie Apure.